# Хенешешть (Гирда-де-Сус, Алба)
Хенешешть, Хенешешті (рум. Hănășești) — село у повіті Алба в Румунії. Входить до складу комуни Гирда-де-Сус.
Село розташоване на відстані 341 км на північний захід від Бухареста, 73 км на північний захід від Алба-Юлії, 67 км на південний захід від Клуж-Напоки, 147 км на північний схід від Тімішоари.

## Населення
За даними перепису населення 2002 року у селі проживали 96 осіб, усі — румуни. Усі жителі села рідною мовою назвали румунську.